# Nde-nsele-nta
L'nde-nsele-nta és una llengua que es parla al sud-est de Nigèria, a la LGA d'Ikom.
L'nde-nsele-nta és una llengua que pertany a la subfamília de les llengües bakor, que pertanyen a les llengües bantus anomenades llengües ekoid. Les altres llengües de la seva subfamília són l'abanyom, l'ekajuk, l'efutop, l'nkem-nkum i l'nnam. Totes elles es parlen a Nigèria.

## Ús i dialectologia
L'nde és una llengua que té un ús vigorós (6a); tot i que no està estandarditzat, és utilitzat per gent de totes les edats. És parlat dins la llar i en la comunitat. La majoria dels seus parlants també parlen pidgin nigerià i alguns també efik, efutop i abanyom. Els nens s'escolaritzen en anglès.
Els tres dialectes de la llengua són l'nde, l'nsele i l'nta. Entre ells tenen una semblança lèxica d'entre el 88% i el 92%. L'efutop i l'abanyom són dues llengües molt properes.

## Població i religió
El 88% dels 36.000 parlants d'nde són cristians; d'aquests, la meitat pertanyen a esglésies cristianes independents, el 40% són protestants i el 10% catòlics. El 12% dels parlants d'nde restants creuen en religions tradicionals africanes.